# Lenny Tavárez
Julio Manuel González Tavárez (San Juan, 19 de mayo de 1987), conocido como Lenny Tavárez, es un cantante, compositor, productor y bailarín puertorriqueño. Mejor conocido porque formó parte del dúo Dyland & Lenny.

## Biografía

### Inicios
Lenny nació el 19 de mayo de 1987 en San Juan, Puerto Rico. Durante su juventud se dedicaba al baloncesto. A mediados del 2007, decidió, junto a Dyland (Carlos Castillo Cruz), dedicarse a la música, fundando el dueto de reguetón y música urbana Dyland & Lenny.

### Dyland & Lenny
Graban sus primeras canciones junto a Elías de León, productor de la disquera White Lion Records. Al tiempo, firman contrato con Luny Tunes, disquera reconocida en el género urbano. El primer tema de este duo se tituló «Huele a rosa» perteneciente al álbum Calle 434 de los productores Luny Tunes, lanzado en 2008.
Fueron nominados como Dúo del Año en los Premios Texas y Dúo Revelación en los Premios Lo Nuestro. Sus temas «Quiere Pa’ Que Te Quieran», «Caliente» y «Nadie te amará como yo», alcanzaron distintas posiciones en las estaciones de radio.
Finalizando el 2012, estrenan su sencillo promocional «Pégate más», el cual forma parte de su segundo disco My World 2, estrenado en febrero del 2013. Dicha producción discográfica contó con colaboraciones de J Álvarez, Pitbull, Cosculluela, Yomo, Victor Manuelle, Ángel López, Beatriz Luengo, entre otros. 
En el año 2013, son nominados como Grupo o Dúo Latín Rhythm en los Premios Billboard. Fueron reconocidos con la Orquídea de Platino durante el Festival de La Orquídea llevado a cabo en la ciudad de Maracaibo, Venezuela.
En 2013, el dúo anunció su separación.

### Carrera como solista
Luego de la separación del dúo, emprende su carrera como solista, y adopta el nombre de Lenny Tavárez. Debutó como solista en 2013 con el tema «Mas no puedo amarte» (mismo tema cuando estuvo en el dúo, solo que ahora en solitario), que obtuvo reconocimiento moderado. Posteriormente lanzó otros sencillos como «Donde estás» junto a RKM, «Tiemblo», «Pa' que te enamores» junto a Omar Acedo, entre otros. 
En 2015 estrenó el tema «Fantasías», que iba ser perteneciente a su disco Ultimatum (disco que nunca salió), bajo la distribución del sello discográfico E-M Music Inc y Wilfredo Ortiz de Behind The Scenes. Posteriormente, publicó una versión remezcla con la colaboración de De la Ghetto y J Álvarez. Asimismo, dicho tema se posicionó en las principales radios de Puerto Rico, República Dominicana y distintos países de Latinoamérica. 
Paralelamente a su carrera musical, comienza su vida de empresario con la línea de productos de proteínas Pro-Fit 7.
Al principio de su carrera siguió con el género del reguetón, pero posteriormente fue incursionando también el Latin Trap, lanzando temas como «Caviar», «Secreto», «Calentura (Remix)», «Ya no quiere amor» , «Nena maldición", «Perfecta» , «Toda (Remix)». En el 2018 sacó una de sus colaboraciones más exitosas junto a Paulo Londra denominado "Nena maldición".
En el año 2019, Rich Music presenta su EP denominado "The Academy" qué cuenta con 6 canciones, donde Lenny fue parte de la portada y la participación dentro del disco junto a artistas cómo Dalex, J Quiles, Sech, Feid, entre otros.

## Discografía
Álbumes de estudio
- 2021: Krack
- 2024: Brillar

Extended play
- 2017: Pop Porn

#### EP en colaboración
- 2019: The Academy (Avengers)
- 2024: The Academy: Segunda Misión